# مارجريت بالارد
مارجريت بالارد (بالإنجليزية: Margarette Ballard)‏ مواليد 20 ديسمبر 1866 - الوفاة غير معروفة، كانت لاعبة كرة مضرب أمريكية. هي إحدى بطلات الجراند سلام. كانت أول من يفوز بالبطولة الوطنية الأمريكية للسيدات في فئة الزوجي وذلك سنة 1889.

## النهائيات

### الزوجي (الألقاب 1, الوصافة 1)
| الحصيلة | السنة | البطولة                     | الشريك        | المنافس في النهائي      | النتيجة في النهائي |
| ------- | ----- | --------------------------- | ------------- | ----------------------- | ------------------ |
| الفوز   | 1889  | بطولة أمريكا المفتوحة للتنس | بيرثا تاونسند | ماريون رايت لورا نايت   | 6–2, 6–0           |
| الوصافة | 1890  | بطولة أمريكا المفتوحة للتنس | بيرثا تاونسند | جريس روزفلت إلين روزفلت | 1–6, 2–6           |